# 大川真由子
大川 真由子（おおかわ まゆこ、1973年 - ）は日本の文化人類学者。専門は文化人類学・中東地域研究。神奈川大学国際日本学部教授。

## 来歴
1973年生まれ。上智大学文学部卒業。東京都立大学大学院社会科学研究科修士課程修了、同博士課程単位取得満期退学。2006年東京都立大学より博士(社会人類学)を授く。2010年東京外国語大学アジア・アフリカ言語文化研究所研究員、2013年早稲田大学人間科学学術院助教、2015年神奈川大学外国語学部助教、2016年同准教授、2020年学部改編により国際日本学部准教授。

## 主要業績

### 単著
- 『帰還移民の人類学―アフリカ系オマーン人のエスニック・アイデンティティ』明石書店、2010年、ISBN 978-4-7503-3152-2

### 分担執筆
- 「断食中こそ宴会―オマーンのラマダーン」渡邊欣雄編著『世界の宴会』勉誠出版〈アジア遊学〉、2004年、ISBN 978-4-585-10312-7
- 「オマーンの民主化の展開―諮問評議会・イバード派・部族」日本国際問題研究所編著『湾岸アラブと民主主義―イラク戦争後の眺望』日本評論社、2005年、ISBN 978-4-535-55438-2
- 「アラビア半島―コメ料理とコーヒー文化：オマーン」大塚和夫編著『世界の食文化10　アラブ』農山漁村文化協会、2007年、ISBN 978-4-540-06003-8
- 「オマーンと東アフリカ間の移民―帰還移民を中心に」宮治美江子編著『中東・北アフリカのディアスポラ』明石書店〈叢書グローバル・ディアスポラ〉、2010年、ISBN 978-4-7503-3186-7
- 「オマーン・スルターン国」松本弘編著『中東・イスラーム諸国民主化ハンドブック』明石書店、2011年、ISBN 978-4-7503-3425-7
- 『現代アラブを知るための56章』松本弘編著、明石書店〈エリア・スタディーズ〉、2013年、ISBN 978-4-7503-3844-6
- 「不完全な意思疎通―オマーンの生活世界はかくして成り立っている」堀内正樹・西尾哲夫編著『<断>と<続>の中東―非境界的世界を游ぐ』悠書館、2015年、ISBN 978-4-86582-001-0
- 『オマーンを知るための55章』松尾昌樹編著、明石書店〈エリア・スタディーズ〉、2018年、ISBN 978-4-7503-4638-0
- 「ハラール化粧品の現状」民谷栄一・富沢寿勇編著『ハラールサイエンスの展望』シーエムシー出版〈バイオテクノロジーシリーズ〉、2019年、ISBN 978-4-7813-1403-7
- 「イスラームはエコ・フレンドリーか―オマーンの学校教科書および説教集にみる環境言説」上原雅文編著『自然・人間・神々―時代と地域の交差する場』御茶の水書房〈神奈川大学人文学研究叢書〉、2019年、ISBN 978-4-275-02103-8
- 「湾岸諸国の女性運動―社会運動の不在あるいは団結できない事情」鷹木恵子編著『越境する社会運動』明石書店〈イスラーム・ジェンダー・スタディーズ〉、2020年、ISBN 978-4-7503-4995-4
- 「つねに『他人』が家にいる―オマーン移民の家族と『ハーディマ（奴隷/メイド）』」竹村和朗編著『うつりゆく家族』明石書店〈イスラーム・ジェンダー・スタディーズ〉、2023年、ISBN 978-4-7503-5565-8